# Indra
Indra je eden glavnih in najstarejših Bogov v hindujski veri; je bog neba, gospodar groma in bliska, daje dež, plodnost zemlji in vodo reki Ind.
V religiji se pojavi že v času rodovno-plemenske skupnosti in se nahaja tudi v Vedah.
Ima človeško podobe, 4 dolge roke in je rdečo-zlate barve.